# کارل هلستروم
کارل هلستروم (انگلیسی: Carl Hellström; ۱۰ دسامبر ۱۸۶۴ – ۴ ژوئیهٔ ۱۹۶۲) قایقران قایق بادبانی اهل سوئد بود.